# Nikita Iosifov
Nikita Igorevič Iosifov (in russo Никита Игоревич Иосифов?; Tambov, 11 aprile 2001) è un calciatore russo, centrocampista del Celje.

## Caratteristiche tecniche
È un centrocampista offensivo che gioca sul versante sinistro pur essendo destro.

## Carriera

### Club
Cresciuto nel settore giovanile della Lokomotiv Mosca, ha esordito in prima squadra il 11 agosto 2020 disputando l'incontro di Prem'er-Liga vinto per 2-0 contro il Rubin, subentrando a Dmitrij Barinov. Nella sessione estiva di calcio mercato del 2021 firma un contratto con gli spagnoli del Villarreal.

### Nazionale
Ha giocato nelle nazionali giovanili russe Under-18 ed Under-21.

## Statistiche

### Presenze e reti nei club
Statistiche aggiornate al 20 luglio 2021
| Stagione             | Squadra              | Campionato           | Campionato | Campionato | Coppe nazionali | Coppe nazionali | Coppe nazionali | Coppe continentali | Coppe continentali | Coppe continentali | Altre coppe | Altre coppe | Altre coppe | Totale | Totale |
| Stagione             | Squadra              | Comp                 | Pres       | Reti       | Comp            | Pres            | Reti            | Comp               | Pres               | Reti               | Comp        | Pres        | Reti        | Pres   | Reti   |
| -------------------- | -------------------- | -------------------- | ---------- | ---------- | --------------- | --------------- | --------------- | ------------------ | ------------------ | ------------------ | ----------- | ----------- | ----------- | ------ | ------ |
| 2019-2020            | Kazanka Mosca        | PPFL                 | 10         | 2          | -               | -               | -               | -                  | -                  | -                  | -           | -           | -           | 10     | 2      |
| 2020-2021            | Kazanka Mosca        | PPFL                 | 5          | 0          | -               | -               | -               | -                  | -                  | -                  | -           | -           | -           | 5      | 0      |
| Totale Kazanka Mosca | Totale Kazanka Mosca | Totale Kazanka Mosca | 15         | 2          |                 | -               | -               |                    | -                  | -                  |             | -           | -           | 15     | 2      |
| 2020-2021            | Lokomotiv Mosca      | PL                   | 4          | 0          | KR              | 1               | 0               | UCL                | 1                  | 0                  | SR          | -           | -           | 6      | 0      |
| Totale carriera      | Totale carriera      | Totale carriera      | 19         | 2          |                 | 1               | 0               |                    | 1                  | 0                  |             | 0           | 0           | 21     | 2      |

## Palmarès

### Club

#### Competizioni nazionali
- Coppa di Russia: 1

Lokomotiv Mosca: 2020-2021
- Primera Federación: 1

Castellón: 2023-2024
- Coppa di Slovenia: 1

Celje: 2024-2025